# Pedro de Brasil
Pedro de Brasil (19 de julio de 1848 - 10 de enero de 1850) era el príncipe imperial y el heredero  al trono del Imperio del Brasil. Era el cuarto hijo pero segundo varón y el más joven del emperador Pedro II y de la princesa Teresa Cristina de Borbón-Dos Sicilias, por ello fue miembro de la rama brasileña de la casa de Braganza. Pedro fue considerado vital para la continuidad de la monarquía, que había sido puesta en peligro por la muerte de su hermano mayor Alfonso casi tres años antes.
Su muerte temprana por fiebre a la edad de un año devastó el emperador, ya que la pareja imperial no tuvo más hijos. La hermana mayor de Pedro Alfonso, Isabel, era la heredera al imperio, pero Pedro II creía que una mujer nunca podría ser aceptada como monarca por la élite gobernante.

## Vida

### Nacimiento
Pedro nació a las 08:00 horas del 19 de julio de 1848 en el Palacio de San Cristóbal en Río de Janeiro. Se mencionó que usaba el Don (Señor) honorífico desde su nacimiento. Era nieto por parte paterna del emperador Pedro I de Brasil y la archiduquesa María Leopoldina de Austria y por parte materna del rey Francisco I de las Dos Sicilias y la infanta María Isabel de Borbón, por lo tanto, era bisnieto del rey Carlos IV de España y del emperador Francisco I de Austria, además de sobrino de la reina María II de Portugal y del rey Fernando II de las Dos Sicilias.
Tras el nacimiento, Pedro II recibió felicitaciones oficiales en una recepción formal celebrada ese mismo día, que según un contemporáneo fue un evento "más espléndido y mejor concurrido" que cualquier otro desde que el Emperador fue declarado mayor de edad en 1840. Noticias del nacimiento de un heredero varón fue recibido con regocijo entre el pueblo brasileño. Las celebraciones incluyeron cohetes y saludos de artillería. Las calles de la ciudad estuvieron iluminadas durante días después del nacimiento, y se llevó a cabo una elaborada gala en la corte. El nacimiento de Pedro fue muy bien recibido, ya que un heredero varón se consideraba imperativo para la continuación del Imperio, a pesar de que la constitución permitía la sucesión femenina. El escritor Manuel de Araújo Porto Alegre (más tarde Barón de Santo Ángelo) consideró el nacimiento un "triunfo" que había asegurado la sucesión.
El bautismo tuvo lugar el 4 de octubre. La ceremonia se celebró en privado en la Capilla Imperial, seguida de celebraciones públicas. Los padrinos eran su tío abuelo, el emperador Fernando I de Austria y su abuela Amelia de Beauharnais. El primer ministro y ex regente Pedro de Araújo Lima (entonces vizconde y más tarde marqués de Olinda) y Mariana de Verna, condesa de Belmont representaron a los padrinos, que no estuvieron presentes. Los fuegos artificiales entretuvieron a la multitud y una concha de banda que podía albergar a más de un centenar de músicos se levantó para las festividades que siguieron. Según el historiador Enrique Kraay, los bautismos reales en el Brasil imperial "subrayaron que los príncipes y las princesas aseguraban el futuro de la dinastía". Como único hijo varón sobreviviente, Pedro tenía prioridad en la línea de sucesión sobre sus dos hermanas mayores, Isabel y Leopoldina.

### Muerte
En 1847 y los dos años siguientes, Pedro II y su familia pasaban el verano en Petrópolis. La tradicional residencia de verano de la familia imperial estaba en el palacio de Santa Cruz, una propiedad rural que había pertenecido a los Braganza durante generaciones. El cambio a Petrópolis parecía una novedad desagradable entre los miembros de la corte, "a quienes no les agradaba cualquier cambio que atentara contra las formas e intereses establecidos". Cediendo a la tradición, el emperador decidió volver a pasar el verano en Santa Cruz en 1850. Durante la estancia de la familia imperial en la finca rural, Pedro y su hermana Isabel sufrieron fiebre. La princesa se recuperó, pero el Príncipe Imperial murió de convulsiones a las 04:20 del 10 de enero. Los contemporáneos argumentaron que la encefalitis o un trastorno congénito pueden haber causado su muerte.
Pedro II consideró la muerte de su hijo como "el golpe más fatal que jamás podría recibir, y ciertamente no habría sobrevivido si no fuera porque todavía tengo esposa y dos hijas". El emperador le escribió a su cuñado Fernando II de Portugal: "Para cuando recibas esto, seguramente te habrás enterado de la dolorosa pérdida que he sufrido... Dios que ha hecho pasaré por una prueba tan dura, que en su misericordia me dará motivos para consolar mis dolores". Pedro II ya había perdido a otro hijo, Alfonso, casi tres años antes. Reveló su confusión interior en un soneto: 

"Ya dos veces he sufrido la muerte, porque muere el padre que ve muerto a su hijo".

A excepción de breves visitas de inspección, el emperador evitó Santa Cruz a partir de entonces. Se celebró un gran funeral para el Príncipe Imperial dos días después de su muerte. Las calles estaban llenas de gente corriente que lamentaba mucho la muerte del príncipe. Tan notable fue el evento que los turistas pagaron por el privilegio de presenciar el cortejo fúnebre desde un hotel en el centro de Río de Janeiro. Pedro fue enterrado en el Convento de Ajuda, pero cuando esté convento fue demolido en 1911, sus restos fueron trasladados al mausoleo del Convento de Santo Antonio.

### Legado
Honório Hermeto Carneiro Leão (más tarde marqués de Paraná), uno de los principales políticos de Brasil y luego se desempeñaba como presidente (gobernador) de la provincia de Pernambuco, resumió la opinión predominante entre la élite gobernante de Brasil sobre la sucesión del Imperio cuando se dirigió a la Asamblea Provincial: "Es mi doloroso deber informarles de la muerte del Príncipe Imperial D. Pedro Afonso, ocurrida el 10 de enero de año en curso. Es la segunda vez que perdemos al presunto heredero de la corona". Honório Hermeto prosiguió: "Debe servirnos de consuelo, la certeza de [buena] salud de H [is]. M [ajesty]. El Emperador y su augusta esposa. Ambos en la flor de la vida, y llenos de vida, aún prometen tanto numerosos frutos de su lecho conyugal como una sucesión masculina a la corona, como se requiere tanto para la consolidación de nuestras instituciones aún recientes como para el espíritu inquieto del siglo".
Lo que nadie podía prever es que Pedro II y Teresa Cristina no tendrían más hijos. Se desconoce la razón, aunque los estudiosos creen que probablemente se deba a que ya no tenían relaciones sexuales. El emperador quedó devastado por la muerte de Pedro y nunca pudo afrontarlo por completo. Según el historiador Roderick J. Barman, Pedro II estaba "profundamente afectado, emocional e intelectualmente". El Emperador escribió un soneto que expresaba sus sentimientos:

Pero quién puede contar lo que siente el alma quebrantada
del padre de quien, de Dios, tu espada corta
la flor de su futuro, el hijo amado.

A los ojos del Emperador, la muerte de sus hijos parecía presagiar el fin del sistema imperial. Su hijo menor había representado su futuro y el de la monarquía. Aunque el emperador todavía tenía un sucesor legal en su hija Isabel, tenía poca confianza en que una mujer pudiera gobernar Brasil en el clima social dominado por los hombres de la época. No hizo nada para preparar a Isabel para las responsabilidades de ascender al trono, ni intentó alentar la aceptación de una mujer gobernante entre la clase política. La falta de un heredero masculino hizo que perdiera la motivación para promover el cargo imperial como un cargo que debían desempeñar sus descendientes; veía cada vez más que el sistema imperial estaba tan inextricablemente ligado a él mismo que no podía sobrevivirle.

## Títulos y tratamientos
| ● 19 de junio de 1848-9 de enero de 1850: | Su alteza imperial el príncipe imperial |

- Datos: Q2459965
- Multimedia: Pedro, Prince Imperial of Brazil / Q2459965